# Verband der Arbeitnehmer der Bundeswehr
| VAB Verband der Arbeitnehmer der Bundeswehr | VAB Verband der Arbeitnehmer der Bundeswehr |
| Vereinsdaten                                | Vereinsdaten                                |
| ------------------------------------------- | ------------------------------------------- |
| Verbände:                                   | 8 Bereichsverbände                          |
| Mitglieder:                                 | ca. 8.000                                   |
| Bundesvorsitz                               |                                             |
| Bundesvorsitzender:                         | Herbert Schug                               |
| geschäftsführender Vorstand                 |                                             |
| stv. Vorsitzender:                          | Thomas Zeth                                 |
| stv. Vorsitzender:                          | Uwe Busack                                  |
| stv. Vorsitzender:                          | Michael Bolte                               |
| Schriftführerin:                            | Nina Rosenbaum                              |
| Frauenvertreterin:                          | Charlotte Fehrenbach                        |
| Jugendvertreter:                            | Felix Ludwig                                |
| Beisitzer:                                  | Marco Herrmann                              |
| Bundesgeschäftsstelle                       |                                             |
| Geschäftsführerin:                          | Bianca Droste                               |
| Arbeits-, Tarif-, Personalvertretungsrecht: | Syndikusanwalt Gerd Weiß                    |
| Internet                                    |                                             |
| Website:                                    | www.vab-gewerkschaft.de                     |

Logo des Verbands der Arbeitnehmer der Bundeswehr

Der Verband der Arbeitnehmer der Bundeswehr (VAB) ist eine berufspolitische Vertretung der in der Bundeswehr tätigen Arbeitnehmer und Auszubildenden sowie der Beschäftigten der privatisierten Bereiche der Bundeswehr. Sein Zweck ist die Wahrung und Förderung der beruflichen, sozialen und rechtlichen Belange seiner Mitglieder.

## Gliederung
Der VAB hat 8 Landesverbände in den Bundesländern und über 120 Standortgruppen im gesamten Bundesgebiet und im Ausland. Er ist Mitglied im dbb deutschen beamtenbund.
Die 8 Landesverbände gliedern sich wie folgt:
- Bereich I: Schleswig-Holstein, Hamburg und Mecklenburg-Vorpommern
- Bereich II: Niedersachsen und Bremen
- Bereich III: Nordrhein-Westfalen
- Bereich IV: Hessen, Rheinland-Pfalz und Saarland
- Bereich V: Baden-Württemberg
- Bereich VI: Bayern
- Bereich VII: Brandenburg, Berlin, Sachsen, Sachsen-Anhalt und Thüringen
- Bereich VIII: Bundesministerium der Verteidigung, Bundesamt für Ausrüstung, Informationstechnik und Nutzung der Bundeswehr (BAAINBw), Kommando Streitkräftebasis (KdoSKB), Bundesamt für das Personalmanagement der Bundeswehr (BAPersBw) und Auslandsdienststellen

Sein oberstes Organ ist der Verbandstag; er tritt im Zeitraum von fünf Jahren zusammen und bestimmt die Richtlinien für die Verbandsarbeit. Dem Bundesvorstand gehören 25 Kollegen an. Der Geschäftsführende Vorstand, durch den die laufenden Geschäfte des Verbandes geführt werden, besteht aus neun Mitgliedern, u. a. dem Bundesvorsitzenden.

## Aufgaben
Der VAB versteht sich in erster Linie als Interessenvertretung für seine Mitglieder in der gesamten Bundeswehr. Er vertritt diese Interessen im Hauptpersonalrat, in den Bezirkspersonalräten sowie in örtlichen Personalräten. Der VAB ist als reine Fachgewerkschaft ausschließlich auf die Arbeitnehmer und Auszubildenden der Bundeswehr ausgerichtet.

## Vorstand
Seit dem 19. Oktober 2010 ist Herbert Schug als Bundesvorsitzender gewählt.
Der VAB ist gemäß Satzung Mitgliedsgewerkschaft des DBB Beamtenbund und Tarifunion.